# Middlebury (condado de Addison)
Middlebury es un lugar designado por el censo ubicado en el condado de Addison en el estado estadounidense de Vermont. En el año 2010 tenía una población de 6.588 habitantes y una densidad poblacional de 180,99 personas por km².

## Geografía
Middlebury se encuentra ubicado en las coordenadas 44°0′51″N 73°10′0″O / 44.01417, -73.16667.

## Demografía
Según la Oficina del Censo en 2000 los ingresos medios por hogar en la localidad eran de $34,599 y los ingresos medios por familia eran $47,917. Los hombres tenían unos ingresos medios de $33,681 frente a los $25,804 para las mujeres. La renta per cápita para la localidad era de $15,990. Alrededor del 9.5% de la población estaban por debajo del umbral de pobreza.